# (467025) 2016 CQ185
(467025) 2016 CQ185 es un asteroide perteneciente al cinturón de asteroides, descubierto el 20 de abril de 2012 por el equipo Spacewatch desde el Observatorio Nacional de Kitt Peak (Arizona, Estados Unidos).